# Szymon Ferszterowski
Szymon Jan Ferszterowski ps. Zygmunt (ur. 31 grudnia 1900 w Turzy Małej, zm. 10 listopada 1965 w Brwinowie) – stolarz, działacz komunistyczny i związkowy, przewodniczący Miejskiej Rady Narodowej w Brwinowie.

## Życiorys
Syn Jana i Anieli z Grzybickich. Po ukończeniu szkoły podstawowej w 1914 pomagał ojcu w prowadzeniu warsztatu (ojciec był kołodziejem). W latach 1920–1922 odbywał służbę wojskową w 1. Pułku Artylerii Polowej, potem był stolarzem w warszawskich przedsiębiorstwach budowlanych. 2 kwietnia 1923 zawarł w kościele parafialnym w Płońsku związek małżeński z Franciszką Piekut.
W 1924 wstąpił do KPRP, był czołowym działaczem tej partii w Brwinowie. Działał również w MOPR. W latach 1926–1927 prowadził warsztat stolarski w rodzinnej wsi, a od 1930 pracował w Brwinowie. W 1934 wziął udział w strajku robotników budowlanych, za co został zwolniony z pracy, wówczas ponownie założył własny warsztat stolarski, który prowadził do 1945. Działał w Związku Robotników Budowlanych w Brwinowie. W grudniu 1939 utworzył Komunistyczną Grupę Polski zajmującą się m.in. kolportowaniem wiadomości radiowych w Brwinowie i okolicy. Od 1941 pomagał Żydom i zbiegłym z niewoli jeńcom radzieckim, a jesienią 1944 przebywającym w obozie przejściowym w Pruszkowie po upadku powstania warszawskiego. W styczniu 1943 nawiązał kontakt z Komitetem Dzielnicowym PPR w Pruszkowie, zorganizował i został sekretarzem komórki PPR w Brwinowie, a potem Komitetu Miejskiego PPR w tym mieście. Członek Komitetu Dzielnicowego PPR w Pruszkowie, w którym reprezentował KM PPR w Brwinowie. W marcu 1944 utworzył konspiracyjną Miejską Radę Narodową w Brwinowie i został jej przewodniczącym. Był także członkiem redakcji podziemnego pisma PPR „Głos Ludowy” wydawanego w Brwinowie na przełomie 1944 i 1945. W jego mieszkaniu znajdowała się powielarnia.
Po wyzwoleniu Brwinowa spod okupacji niemieckiej w styczniu 1945 został sekretarzem Komitetu Gminnego PPR. Od czerwca tego roku pracował w Wojewódzkiej Komisji Kontroli Partyjnej przy Warszawskim Komitecie Wojewódzkim PPR. Od grudnia 1947 II sekretarz Komitetu Powiatowego PPR w Grodzisku Mazowieckim. 1948–1949 referent personalny i socjalny w Rzemieślniczej Spółdzielni Budowlanej w Brwinowie, 1949–1950 kierownik referatu personalnego w Zarządzie Głównym Związku Zawodowego Pracowników Instytucji Społecznych. W latach 50. pracował kolejno w Państwowym Przedsiębiorstwie Fotogrametrii i Kartografii, Warszawskiej Fabryce Motocykli i Piastowskich Zakładach Akumulatorów (do przejścia na emeryturę w 1958). Na emeryturze aktywny politycznie – był członkiem organów kierowniczych i kontrolnych PZPR w Pruszkowie i Brwinowie oraz Frontu Jedności Narodu w Brwinowie. Odznaczony m.in. Krzyżem Komandorskim Orderu Odrodzenia Polski i Krzyżem Partyzanckim.
Jego wspomnienia z czasów konspiracji znajdują się w książce pod red. Benona Dymka Warszawa – Lewa Podmiejska 1942–1945, wyd. Książka i Wiedza, 1971.